# Cervibunus
Cervibunus is een geslacht van hooiwagens uit de familie Sclerosomatidae.
De wetenschappelijke naam Cervibunus is voor het eerst geldig gepubliceerd door Roewer in 1912. 

## Soorten
Cervibunus omvat de volgende 3 soorten:
- Cervibunus ater
- Cervibunus maculatus
- Cervibunus ornatus